# Aškenazi
Aškenazi (hebr. אַשְכְּנַזִים, doslovno: "Nijemci") su Židovi čiji predci potječu iz Sjeverne, Srednje ili Istočne Europe, za razliku od Sefarda koji su iz Španjolske i Sjeverne Afrike.
U Bibliji se spominje riječ "Aškenaz": "Ovo je povijest Noinih sinova: Šema, Hama i Jafeta, kojima su se rodili sinovi poslije Potopa. Sinovi su Jafetovi: Gomer, Magog, Madaj, Javan, Tubal, Mešak, Tiras. A sinovi su Gomerovi: Aškenaz, Rifat i Togarma." (Postanak, 10, 1-3) U srednjovjekovnoj rabinskoj književnosti pojam "Aškenaz" počeo se primjenjivati na Njemačku. Znanstvenici se razilaze kada je u pitanju porijeklo Aškenaza.[nedostaje izvor] Prema predvlađujućoj teoriji, Karlo Veliki pozvao je mediteranske Židove da nasele njemačke teritorije (oko 800. godine). Ovi Židovi postupno su se pomicali na istok prelazeći u Poljsku, pogotovo nakon Lutherovih nastojanja da protjera Židove iz njemačkih krajeva.[nedostaje izvor] Do 1600. godine Poljska je postala mjesto najmasovnijeg židovskog naseljavanja. Također u gradovima u Bjelorusiji, Aškenazi su činili polovicu ili većinu stanovništva. Sjedinjene Američke Države su u 19. i 20. stoljeću, zahvaljujući njihovom doseljavanju postale aškenaski centar, gdje su već otprije postojale zajednice sefardskih Židova.
Aškenazi su prije kulturna nego geografska skupina židovskog naroda. Srednjovjekovni Aškenazi bili su u manjoj mjeri sekularni od Sefarda, smatrajući izučavanje Talmuda vrijednijim od filozofske spekulacije. Njihovi najznačajniji intelektualci bili su talmudisti oskudnog svjetovnog obrazovanja; njihov misticizam nije posjedovao apstraktnost sefardskog kabalizma, nego je naglašavao magijska bajanja i formule. Aškenaske zajednice ponosile su se svojom spremnošću na mučeništvo, pogotovo za vrijeme križarskih ratova i kozačkih ustanaka, kritizirajući one Židove koji su se radije pokrstili, nego da umru za vjeru. U liturgijskom pogledu, aškenaski ritual razlikuje se od sefardskog po tekstu i redoslijedu, iako je osnovni zakon ostao isti. Što se tiče jezika, Aškenazi su prihvatili jidiš. Iz ovih se razlika u kulturi, jeziku i običajima često rađalo suparništvo, koje je ponekad onemogućavalo suradnju u drugim područjima. Danas se ta netrpeljivost može vidjeti u Izraelu, gdje Aškenazi imaju političko i ekonomsko rukovodstvo, dok je većina stanovništva sefardskog porijekla. Izraelski predsjednici uglavnom su Aškenazi.
Europski Židovi obično su bili izolirani u fizičkim i društvenim getima, ali su te ograde počele nestajati u 17. i 18. stoljeću, kada je povećana ekonomska razmjena dovela do veće društvene i kulturne pokretljivosti. Europske vlade su ovaj proces unaprijedile dajući Židovima građanska i politička prava u 19. stoljeću. Društvena i vjerska akulturacija postala je simbol emancipacije, dok je reforma religije, pa čak i prelazak u drugu vjeru, postala uobičajena pojava. No, i pored toga, ostala je ona optužba po kojoj aškenaski Židovi predstavljaju strani element u europskoj politici.
Izražen antisemitizam u Europi u 19. stoljeću poticao je iseljavanje u Sjedinjene Američke Države i rađanje cionizma. Holokaust je praktički uništio židovske zajednice u Europi; preživjeli danas žive uglavnom u Sjevernoj Americi, Izraelu i u zemljama bivšeg SSSR-a. Manjih zajednica ima u Južnoj Americi, Velikoj Britaniji, Skandinaviji, Australiji i Južnoj Africi.
Iako u 11. stoljeću oni čine tek 3 % svjetske židovske populacije, procjena je da su 1931. (blizu vrhunca populacije), Aškenazi činili 92 % svjetskih Židova. Danas oni čine oko 80 % Židova u svijetu. Većina židovskih zajednica s duljom povijesti u Europi su Aškenazi, s iznimkom onih koje su povezane sa sredozemnim područjem. 
Velik dio Aškenaza doživio je pogrom tijekom Drugog svjetskog rata, a preživjeli su se većinom odselili u SAD, a manji dio u Izrael.
Poznati aškenaski Židovi su: Albert Einstein, Anne Frank, Gustav Mahler, Sigmund Freud, Golda Meir, Franz Kafka, Heinrich Heine, George Gershwin, Marc Chagall, Shimon Peres, Isaac Asimov i dr.

## Znamenitosti
Iako u SAD-u Židovi (većinom Aškenazi) čine svega oko 1,7 % stanovništva, oni zauzimaju značajan udio među intelektualcima. Među 200 vrhunskih intelektualaca, Židova je 50 %, 40 % nobelovaca za znanost i ekonomiju, 20 % profesora na najuglednijim sveučilištima, 40 % partnera u pravnim tvrtkama New Yorka i Washingtona. 59 % producenata i scenarista najuspješnijih filmova i 50 % svjetskih prvaka u šahu.